# Clermont-les-Fermes
Clermont-les-Fermes település Franciaországban, Aisne megyében. Lakosainak száma 99 fő (2022. január 1.). Clermont-les-Fermes Boncourt, Bucy-lès-Pierrepont, Chaourse, Montigny-le-Franc és La Ville-aux-Bois-lès-Dizy községekkel határos.

## Népesség
A település népességének változása:
| Lakosok száma | 301  | 164  | 130  | 135  | 123  | 126  | 120  | 106  | 104  | 99   |
|               | 1968 | 1982 | 1990 | 2006 | 2013 | 2015 | 2017 | 2019 | 2020 | 2022 |